# Läby kyrka
Läby kyrka är en kyrkobyggnad i Läby i Uppsala stift. Kyrkan tillhör Norra Hagunda församling och ligger vid riksväg 72 mellan Uppsala och Sala, omkring åtta kilometer väster om centrala Uppsala. Kyrkogården har i stort sett samma utsträckning som på medeltiden. Omgivande stenmur tillkom under senare delen av 1700-talet och ersatte en inhägnad av trä.

## Kyrkobyggnaden
Läby medeltidskyrka är byggd av gråsten och är en av de minsta i Uppsala län. Kyrkan består av ett rektangulärt långhus med rakt avslutat kor i öster av samma bredd som övriga kyrkan. Vid långhusets nordöstra sida finns en vidbyggd sakristia och vid dess västra sida ett kyrktorn med ingång.
Fasaden är spritputsad och har slätputsade hörn och omfattningar. Målningen är utförd med kalkfärg; de spitputsade delarna i ockragult och de slätputsade i vitt brutet med ockragult.
Långhuset har ett sadeltak som är täckt med tjärade spån. Sakristian har ett spånklätt pulpettak. Torntaket har en åttakantig lanternin av trä med kopparplåtsklädd tornhuv som högst upp har ett kopparklätt kors. På medeltida vis saknar kyrkorummets norra vägg fönster.

### Tillkomst och ombyggnader
Troligen uppfördes kyrkan omkring år 1200. Senare förlängdes kyrkobyggnaden mot öster, fick sitt nuvarande kor och blev en salkyrka. Förlängningen mot öster kan ha skett så sent som tiden omkring år 1600, då en stor ombyggnad ägde rum. Vid denna ombyggnad tillkom nuvarande sakristia i norr och ett vapenhus i söder. Först efter år 1669 färdigställdes vapenhusets tak. Under 1700-talet förstorades fönsteröppningarna. Nuvarande slutna bänkinredning tillkom på 1770-talet. Tornet med lanternin byggdes 1801-1803. Samtidigt revs vapenhuset och södra ingången sattes igen. Stenar från vapenhuset blev byggmaterial till tornet. Kyrkklockorna flyttades upp till tornet från att tidigare ha hängt i en klockstapel. År 1860 lades kyrkan i malpåse samtidigt som Vänge kyrka byggdes ut för att rymma Läbyborna. Efter att ha stått öde restaurerades Läby kyrka under ledning av arkitekt Birger Jonzon och återinvigdes 25 oktober 1928 av ärkebiskop Nathan Söderblom.
År 1912 skrev Gustaf Kolthoff så här, om den då förfallande kyrkobyggnaden:
| ”                                         | Detta lär vara en av Sveriges äldsta kyrkor, och med sina förvittrade murar och små gluggar till fönster, ser hon också så ålderstigen ut, som om hon när som helst vore färdig att störta samman. Det påstås också vara förenat med livsfara att gå in i denna fallfärdiga kyrka, där flädermössen numera ha ett fridfullt hem. Det är den långörade flädermusen (Plecotus autitus), som bor därinne, och man ser henne varje afton under sommaren fladdra kring det ruinliknande tornet. | „ |
| – Gustaf Kolthoff (1912) Djur och Blommor | |   |

## Inventarier

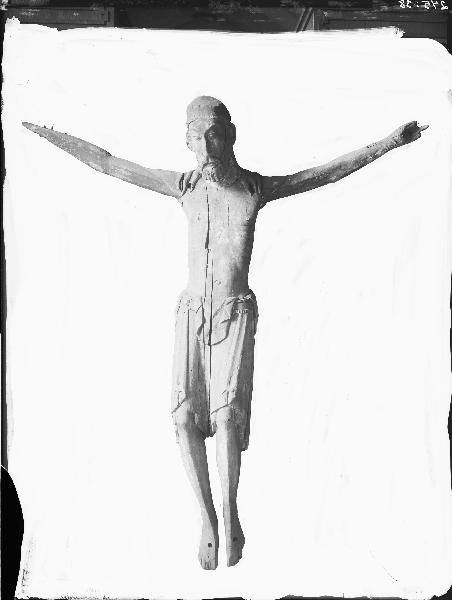
Kristusbild till ett triumfkrucifix från 1100-talets senare del som tidigare tillhört kyrkans inventarier, men som idag förvaras i samlingarna på Historiska museet.

- Altarpredikstolen är tillverkad av mäster Magnus Granlund 1753 och står på det medeltida altaret. Predikstolens mittbild, som samtidigt är altartavla, är en relief med motivet Kristi förklaring. 1909 såldes predikstolen till Nordiska museet men kom tillbaka till kyrkans återinvigning 1928.
- Den märkvärdigaste träskulpturen är en medeltida Kristusbild till ett triumfkrucifix från 1100-talets senare del. Kristus framställs som krönt konung och har haft en krona av metall som är försvunnen. Skulpturen finns nu i Historiska museet.
- På Historiska museet finns även en skulptur Anna själv tredje från mitten av 1300-talet.
- Ett nattvardskärl är från första hälften av 1300-talet. Dess skål har utökats 1749.
- Vid korets högra sida står en sprucken kyrkklocka som enligt inskription är gjuten 1574 för Hjälsta kyrka. Troligen är det samma klocka som utlämnades 1578 från Uppsala slott.
- En ljuskrona av malm är skänkt till kyrkan 1684. I sakristian hänger en kristallkrona skänkt till kyrkan 1849.
- En svart mässhake är från 1844. Övriga textilier har tillkommit vid restaureringen 1928 och senare. På 1860-talet fanns två medeltida mässhakar av röd sammet. En röd mässhake av sidenbrockad är skänkt till kyrkan 1934.

### Orgel
- År 1869 fanns ett positiv i kyrkan med 3 stämmor.
- Den nuvarande orgeln byggdes 1956 av Olof Hammarberg, Göteborg.  Orgeln är mekanisk med slejflåda. Fasaden är samtida med orgeln och ritad 1956 av H Tafvelin. Orgeln står på en kortrappa i kyrkans södra del.

| Manual        | Pedal   |
| Gedakt 8'     | Bihängd |
| Principal 4'  |         |
| Rörflöjt 4'   |         |
| Kvintadena 2' |         |
| Mixtur II     |         |

## Bildgalleri

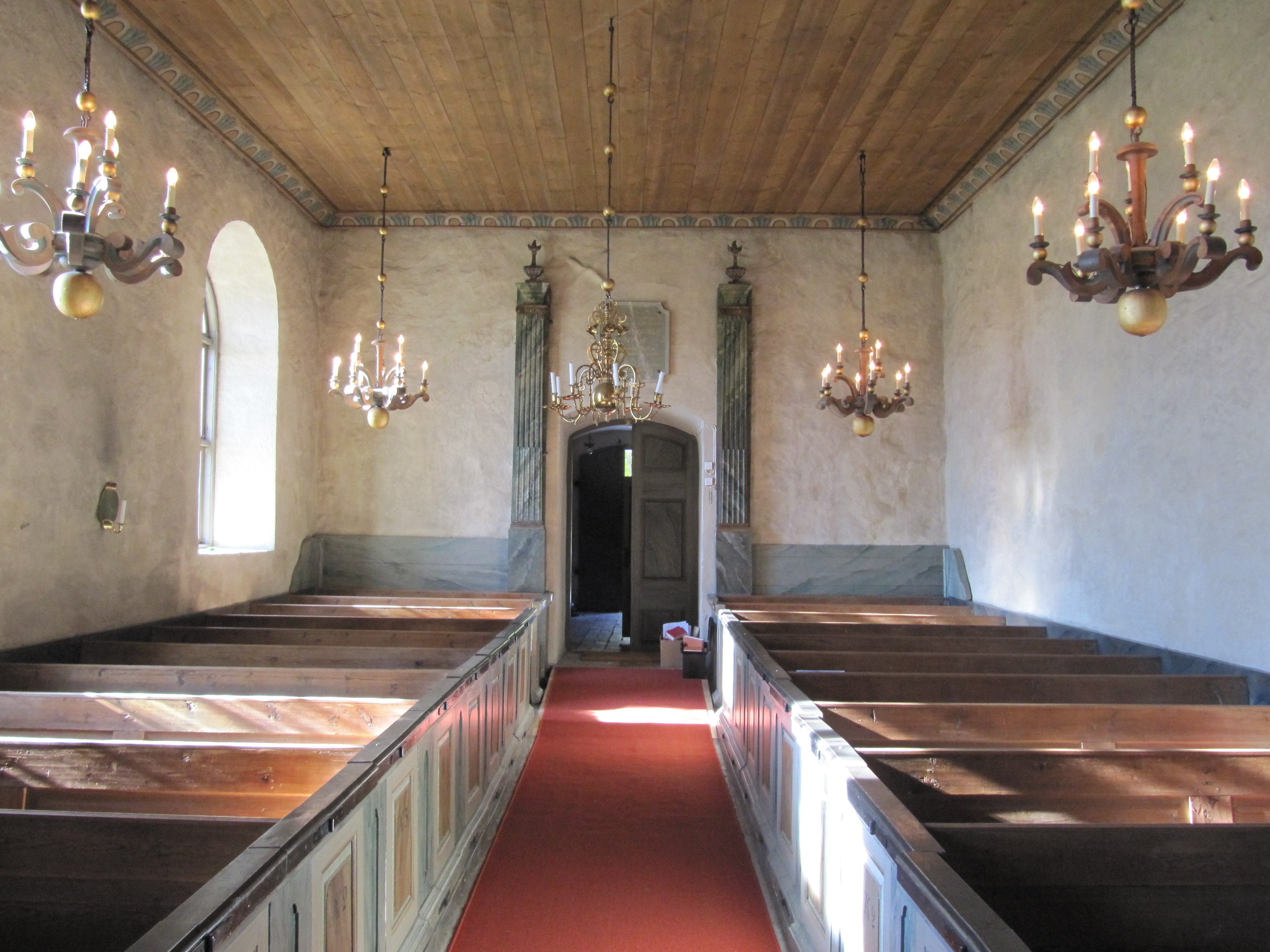
Kyrkorum mot väster
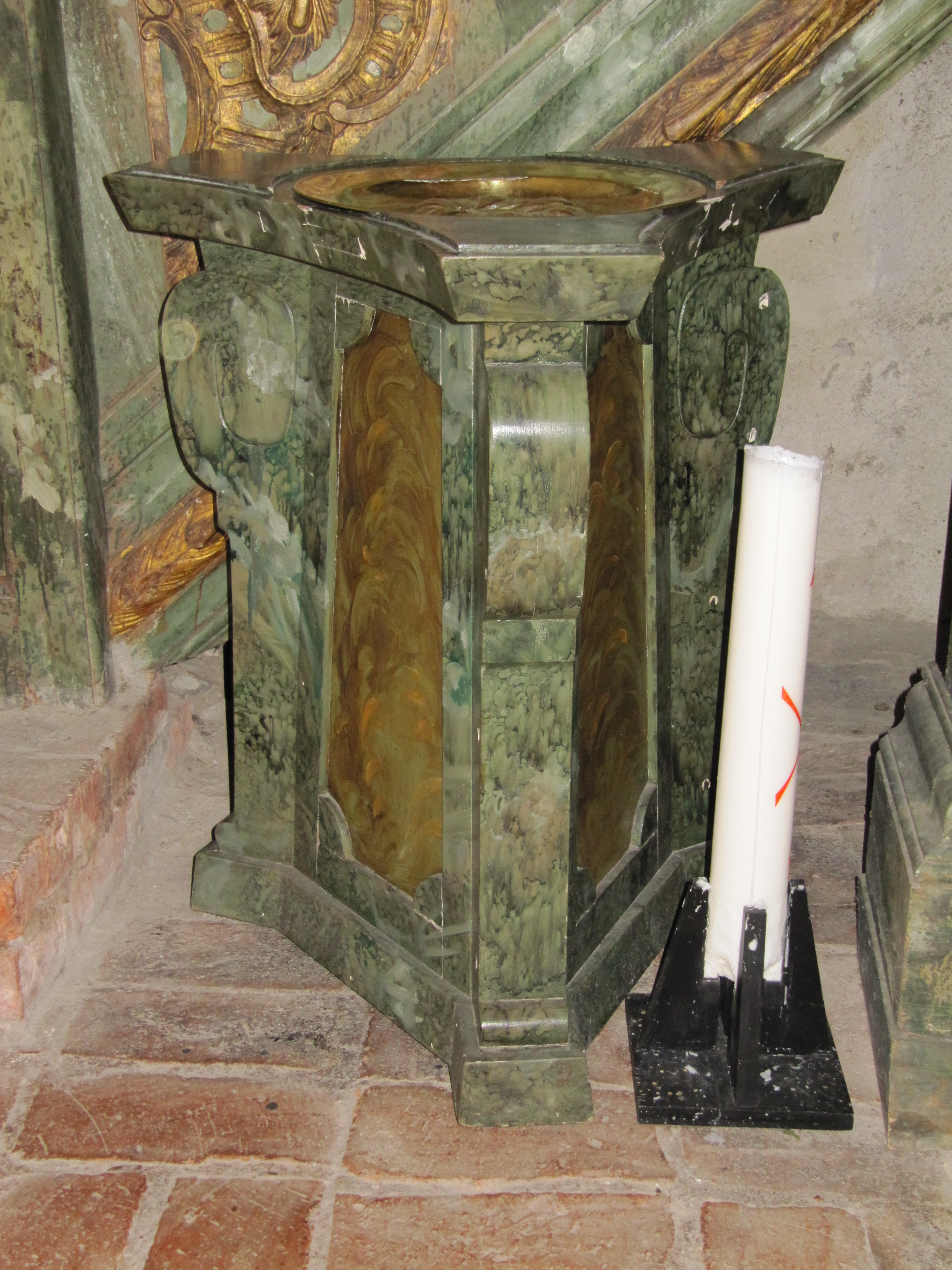
Dopfunt
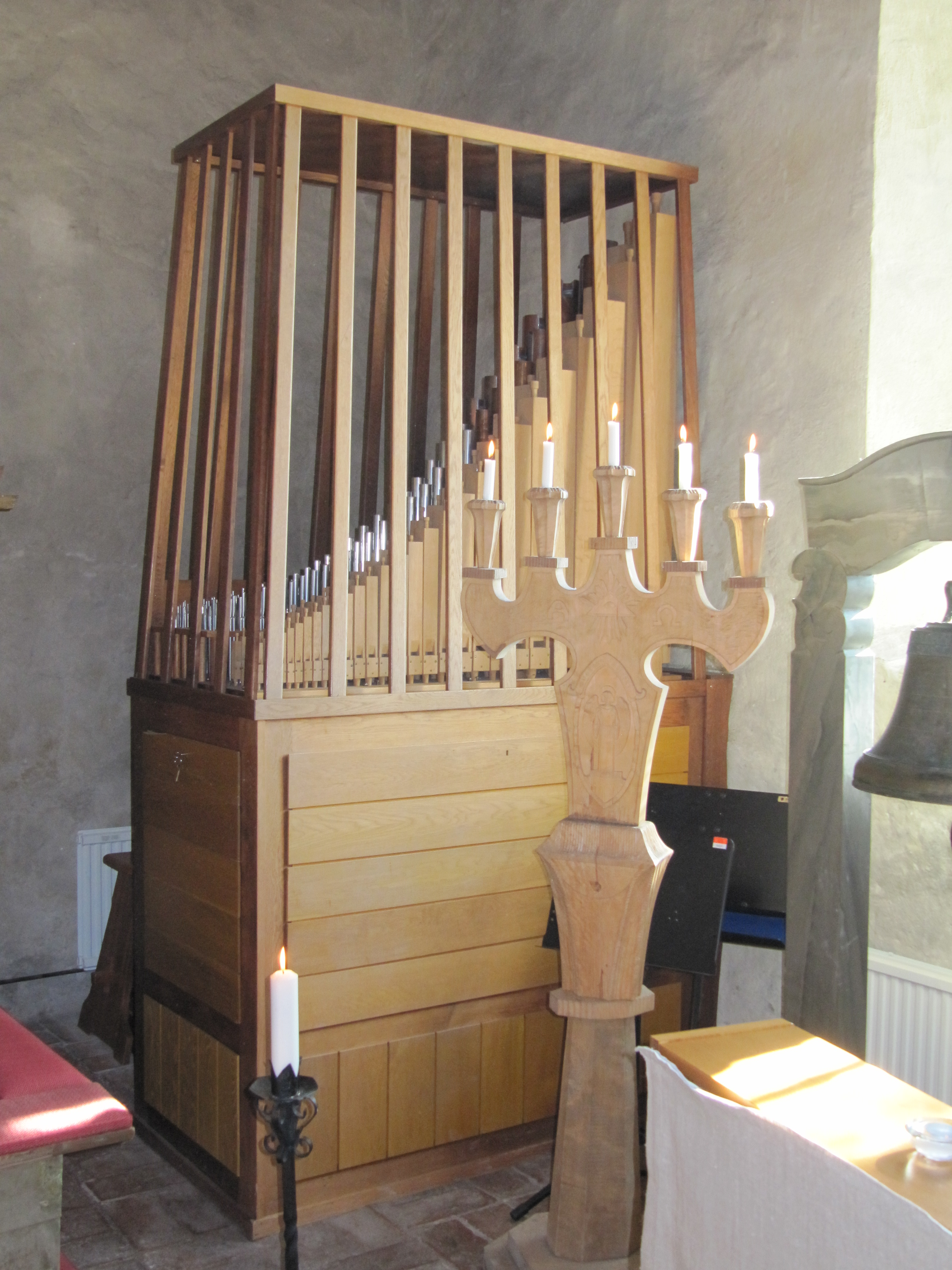
Kororgel som är enda orgeln
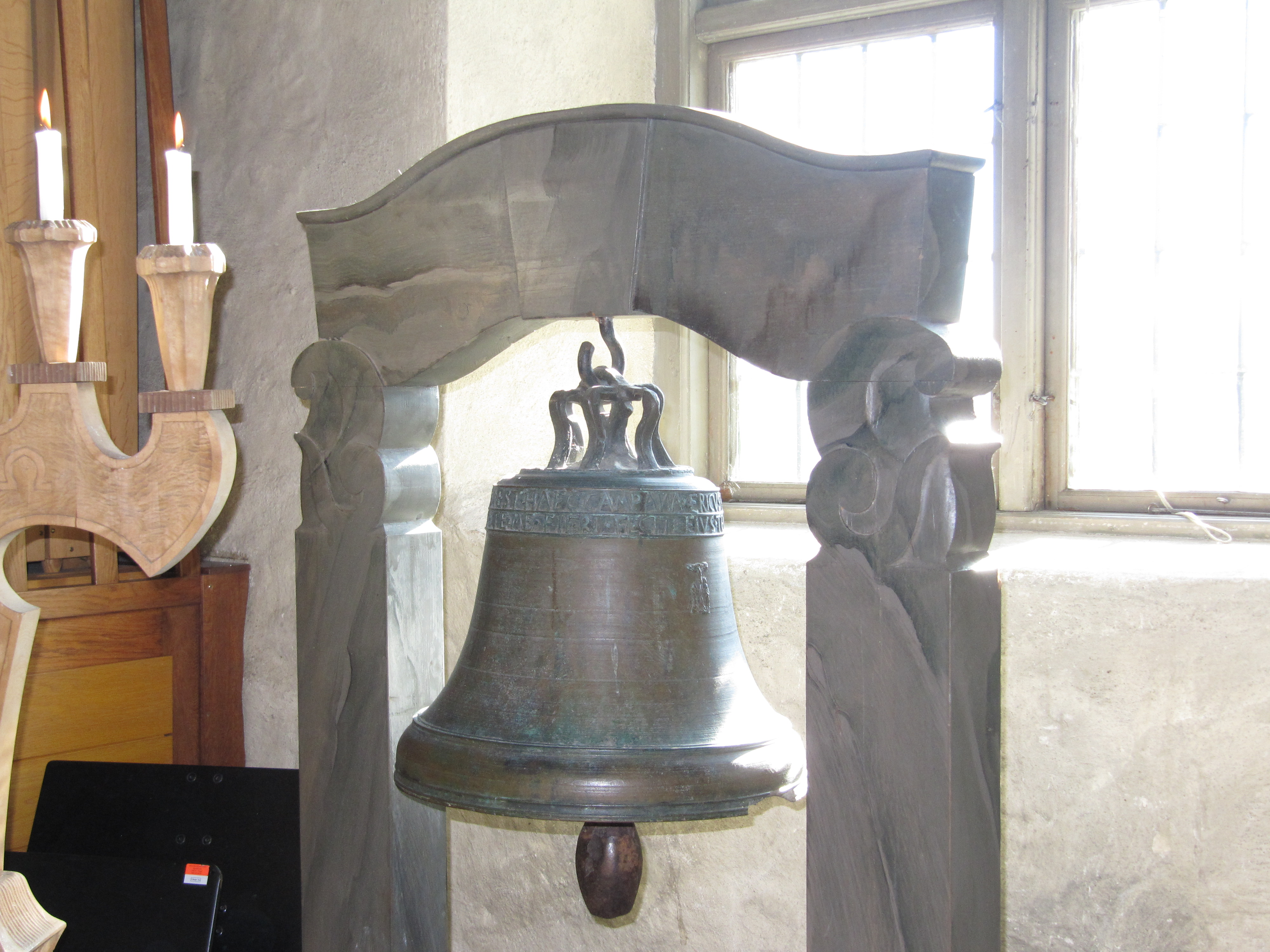
Kyrkklocka i koret
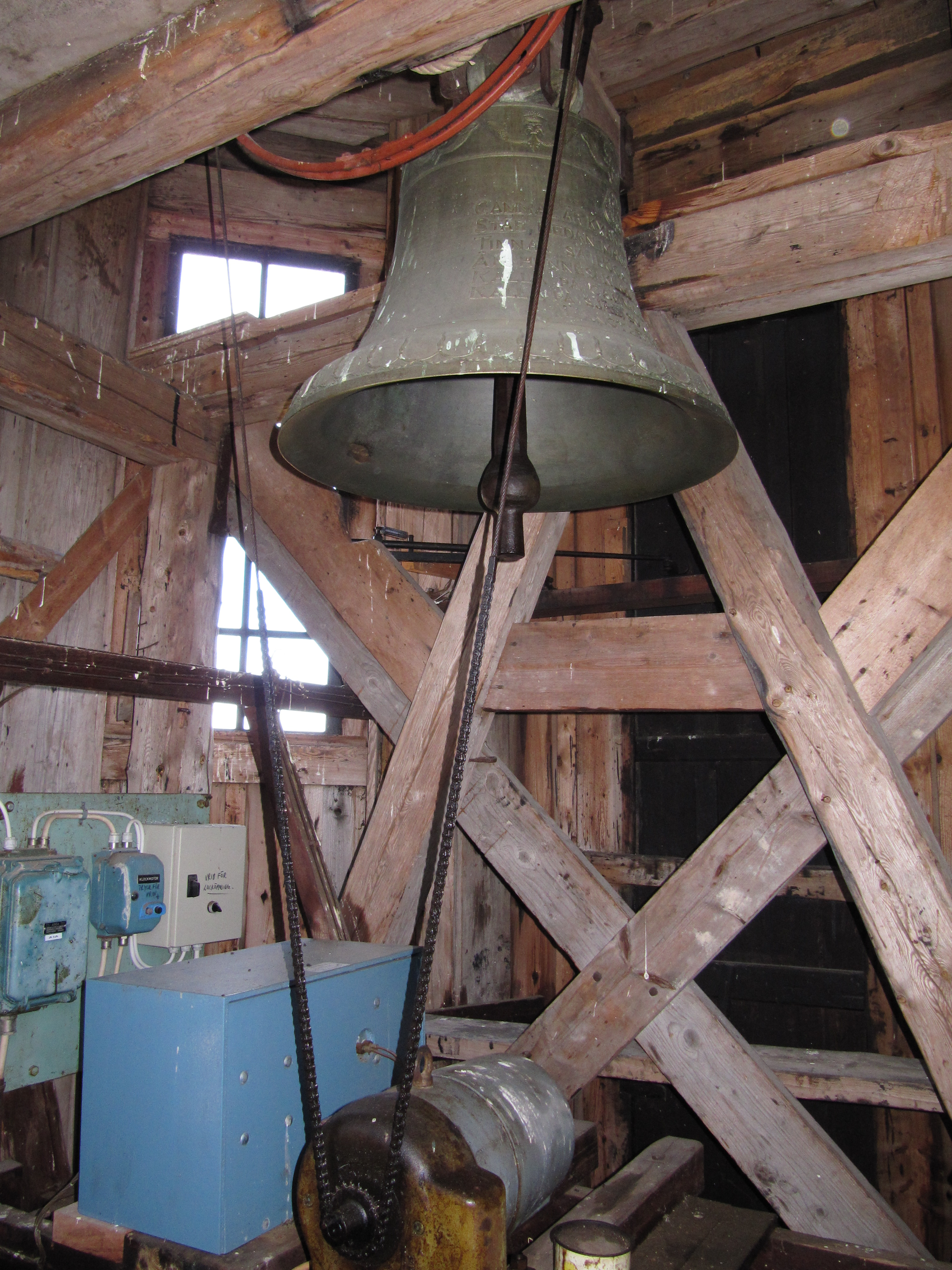
Kyrkklocka i tornet
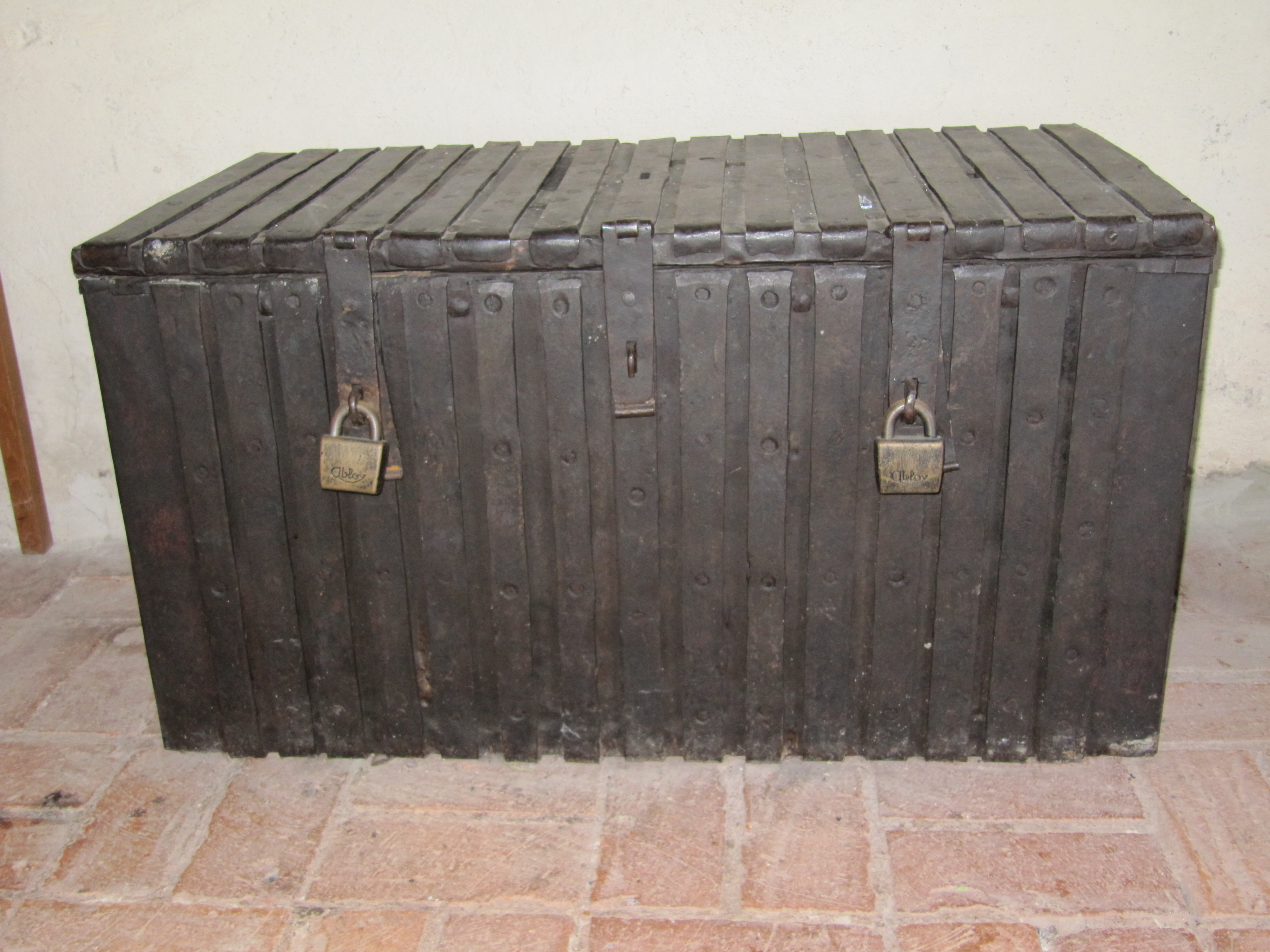
Kyrkkista i vapenhuset